# Batólito

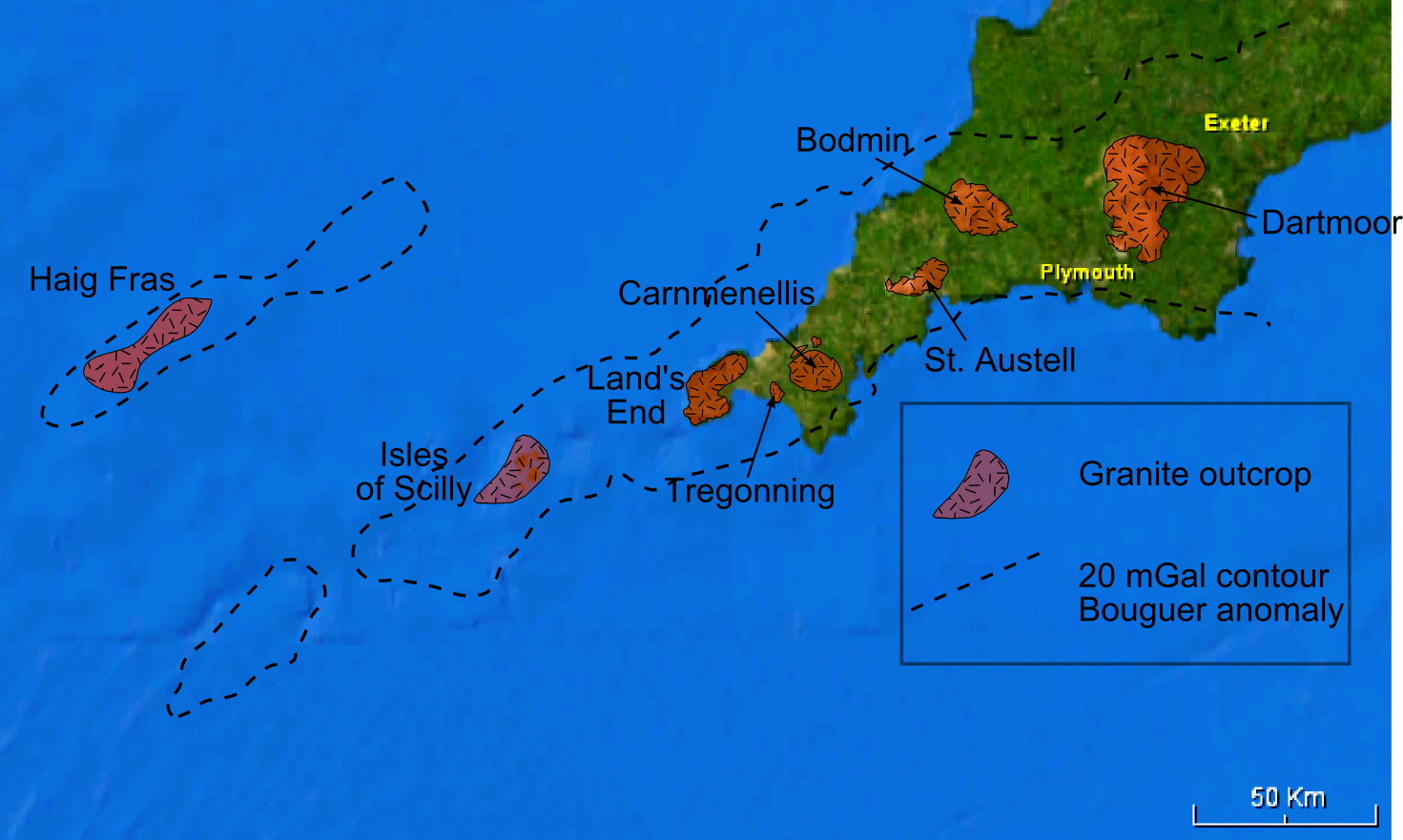
Mapa do Batólito cornubiano de Cornualha (Reino Unido). Destacam-se os principais afloramentos de granito. Os traços descontínuos de 20 mGal de anomalia de Bouguer indicam a localização das anomalias de gravidade negativas associadas às intrusões ígneas na crosta continental.

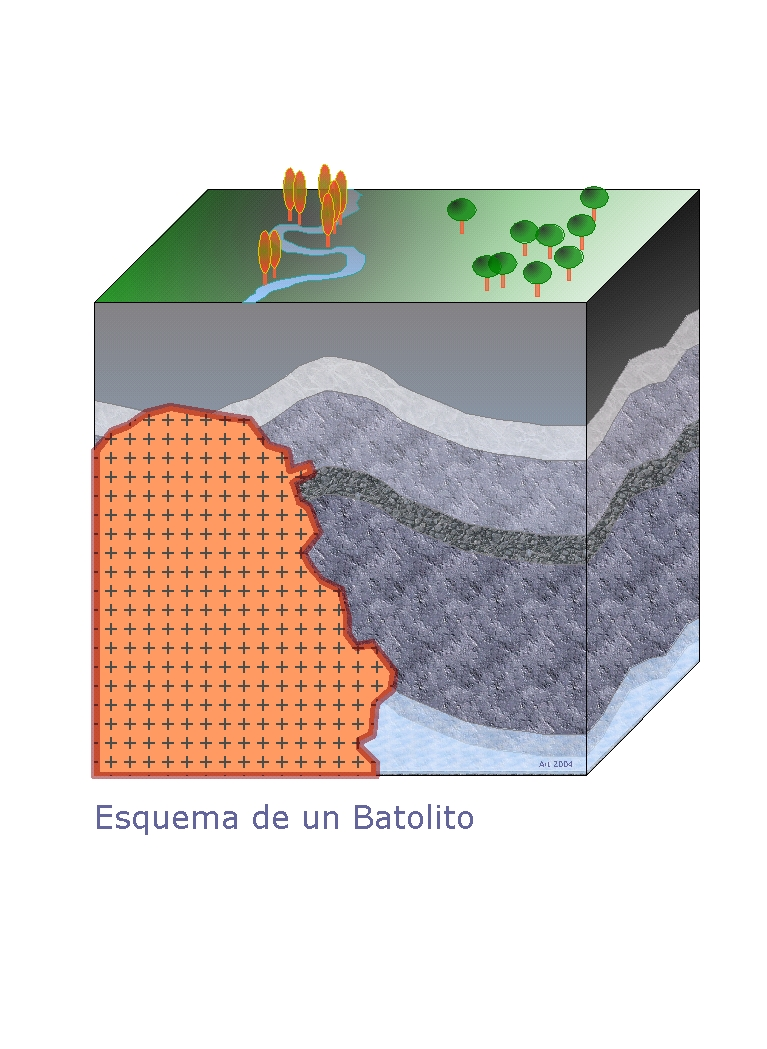
Massa grande e irregular de rocha ígnea- batólito

Um batólito (do grego bathos, profundidade + lithos, rocha) ou plutonito é uma grande massa de rocha ígnea intrusiva, com área superior a 100 km², formada por arrefecimento de magma a grande profundidade na crosta terrestre. Os batólitos são quase sempre constituídos por rochas félsicas ou intermédias, como granito, quartzomonzonito ou diorito. Os grandes volumes de batólitos devem-se a uma substancial e repetida produção de magma durante períodos de orogénese.